# Verdin de Sumatra
Chloropsis media
Espèce
Synonymes
- Chloropsis aurifrons media (Bonaparte, 1850)[2]
- Phyllornis media Bonaparte, 1850[2]

Répartition géographique
Statut de conservation UICN

 EN A2d+3d+4d : En danger
Le Verdin de Sumatra (Chloropsis media)  est une espèce d'oiseaux de la famille des Chloropseidae qui appartient au genre Chloropsis.

## Systématique
L'espèce Chloropsis media a été initialement décrite en 1850 par le zoologiste français Charles-Lucien Bonaparte sous le protonyme de Phyllornis media.

## Population
La population de l'espèce est inconnue mais elle est estimée avoir un taux de 72 % de déclin sur les trois dernières générations à partir de 2018 en raison de la chasse. L'observation de l'espèce est rare.

### Espèce menacée
Les effets environnementaux de l'anthropisation sur environnement, directs ou indirects, ont probablement modifié la population totale de cette espèce. Les effets de l'utilisation de ressources biologiques (effets directs ; la chasse et le piégeage) et les effets de l’agriculture et aquaculture (effets indirects) sont cités comme les principaux 
stress environnementaux ou biologiques qui sont probablement responsables de ce déclin. L'IUCN distingue parmi ces deux catégories différentes de stress, d'une part les modifications de l'écosystème et la destruction des habitats et d'autre part, la perturbation des espèces et leur mobidité.
Le Verdin de Sumatra est principalement menacée par la capture dans le but de faire du commerce national ou international (notamment en Europe) ou de conserver l'animal en tant qu'animal domestique.

### Habitat et répartition
Le Verdin de Sumatra vit en moyenne 4,2 années et dans des habitats forestiers et artificiels ou terrestres. On la rencontre notamment dans les basses terres, dans les plantations ou vergers de 600 mètres à 1 000 mètres d'altitude mais il n'a pas été démontré qu'il pénètre dans les montagnes. Le biome de forêts décidues humides tropicales et subtropicales constituent un habitat privilégié pour cette espèce.
Il est observé en Indonésie. Sa zone d'occupation d'origine est estimée à 130 000 km2 mais elle est en baisse continue. Il n'est pas un oiseau migrateur.

### Alimentation
Le Verdin de Sumatra est omnivore et se nourrit de baies et d'insectes[réf. nécessaire].

## Nom vernaculaire
Ce taxon porte en français le nom vernaculaire ou normalisé de Verdin de Sumatra.

## Publication originale
- (la) Bonaparte, Conspectus generum avium, t. 1, Apud E. J. Brill, 1850, 543 p. (lire en ligne), p. 396.